# Charles Richardson Jeffs
Charles Richardson Jeffs (* 20. Januar 1893 in New York City (Brooklyn, USA); † 24. Oktober 1959 in Bremen) war ein amerikanischer Rear Admiral sowie Militärgouverneur und Landeskommissar der USA in Bremen.

## Biografie
Jeffs wurde 1911 Offiziersanwärter bei der United States Navy. Er absolvierte die Militärakademie. Im Ersten Weltkrieg diente er als Leutnant bei einer Zerstörerflottille bei Irland. Bis 1922 war er bei der U-Bootwaffe aktiv. Danach studierte er und erwarb 1928 seinen Magister im Bereich Ingenieurswesen an der Columbia University. Er war danach Marineingenieur bei der US-Navy. Von 1938 bis 1942 kommandierte er eine Patrouillenflottille von Kanonenbooten auf dem Yangtse-Kiang in der Republik China. Von 1942 bis 1944 lehrte er am Naval War College in Newport, Rhode Island. 1944 wurde er Kommandant eines Schlachtschiffes und er nahm an einigen Gefechten (u. a. Battle of Leyte) gegen Japan im Zweiten Weltkrieg teil.
Als Captain wurde er am 10. August 1945 nach Bremen versetzt und diente als Kommandant der amerikanischen Flottenbasis in Bremen (US Naval Advance Base Bremen). Zugleich war er Stellvertretender Befehlshaber der US-Marinestreitkräfte in Deutschland. Er bemühte sich bei der Wiederherstellung der Häfen in Bremen und Bremerhaven als Port of Embarkation. Auch die Demontage der Schiffswerften lag in seinem Aufgabenbereich. Am 6. März 1947 wurde er Stellvertretender Direktor, am 20. November 1948 Direktor des Military Government für Bremen und nach dessen Auflösung am 21. September 1949 Landeskommissar für Bremen. Seine Beförderung zum Rear Admiral erfolgte 1950 mit seinem Ausscheiden aus dem aktiven Marinedienst. Bis 1952 blieb er Landeskommissar. Danach war er Repräsentant für eine amerikanische Firma in Bremen.
Jeffs war dreimal verheiratet. 1953 heiratete er die Bremerin Therese Bauer und blieb in Bremen.